# Enrique Rivero Pérez
 Enrique Rivero Pérez  (Cabezón de la Sal, 16 april 1992) is een Spaans profvoetballer, beter bekend onder de naam Quique.  Tijdens de zomer 2020 tekende hij een contract bij Real Unión.
Opgeleid bij de jeugdploegen van Racing Santander, startte hij zijn professionele carrière bij de B-ploeg van Racing Santander, een ploeg die tijdens het seizoen 2011-2012 uitkwam in de Tercera División. Tijdens dit eerste seizoen eindigde de ploeg derde en kon tijdens de eindronde de promotie naar de Segunda División B afdwingen.  Daardoor speelde Quique het seizoen 2012-2013 op het derde niveau van het Spaanse voetbal. Op 12 april 2012 kende hij zijn debuut in de Primera División met het eerste team van Racing tijdens de thuiswedstrijd tegen RCD Mallorca. De wedstrijd eindigde op een 0-3 verlies.  
Na twee seizoenen en twee degradaties bevond de A ploeg zich in de Segunda División B.  Daarom tekende hij voor het seizoen 2013-2014 bij CD Tenerife, een ploeg de net terugkeerde naar de Segunda División A.  Hij zou er twee seizoenen spelen en in totaal 42 wedstrijden spelen, maar door een trainerswissel werd hij niet meer weerhouden voor het team 2015-2016
Tijdens de maand augustus 2015 tekende hij een contract bij FC Cartagena, waardoor hij tijdens het seizoen 2015-2016 uitkomt in de Segunda División B.  Enkele weken later zou hij zijn gewezen teamgenoot Cristo Martín Hernández terug zien.  Door een blessure zou hij maar 29 wedstrijden spelen, maar zijn prestaties konden de club overtuigen waardoor hij op 25 juni 2016 een contract tekende voor het seizoen 2016-2017 met optie tot verlenging met één seizoen op voorwaarde dat de ploeg promotie kan afdwingen.  Dit jaar werd hij gespaard van kwetsuren en werd een van de belangrijkste spelers.  De ploeg kon wel met een vierde plaats de eindronde afdwingen, maar in de tweede ronde werd de ploeg uitgeschakeld.
De ploeg uit de havenstad deed veel moeite om zijn contract te verlengen, maar Quique keerde voor het seizoen 2017-2018 terug naar zijn eerste liefde, Racing Santander, waar hij een contract zou tekenen tot en met 2020.  Tijdens de eerste helft van het seizoen 2017-2018 kon hij de coach Ángel Viadero Odriozola niet echt overtuigen en trad hij meer op als vervanger.  Begin december 2017 doken dan ook de eerste geruchten op van een terugkeer naar Cartagena.  Hij bleef echter bij de ploeg uit Santander, die met een vijfde plaats in het eindklassement van de reguliere competitie net de play offs misten.  Tijdens het seizoen 2018-2019 kende hij ongeveer hetzelfde lot, maar de ploeg werd kampioen.  In de eindronde van de kampioenen werd Atlético Baleares uitgeschakeld en zou zo de promotie naar de Segunda División A afgedwongen worden. De ploeg rekende echter niet op hem voor dit project en zo werd het contract, dat nog een seizoen liep, in onderling overleg beëindigd.
Voor het seizoen 2019-2020 vond onderdak bij Recreativo Huelva.  Dit was geen toeval aangezien Alberto Jiménez Monteagudo trainer van de ploeg uit Huelva was geworden.  Ze kenden mekaar van het twee en een half jaar dat Monteagudo trainer van FC Cartagena was geweest.  Uit dezelfde ploeg stamde medespelers Sergio Jiménez García en Óscar Ramírez Martín.  De ploeg zou een kleurloos seizoen meemaken en op een dertiende plaats eindigen.
Reeksgenoot Real Unión werd zijn ploeg voor het seizoen 2020-2021.  De ploeg kon tijdens dit laatste seizoen van de Segunda B een plaats in de Primera División RFEF afdwingen.  De speler volgde tijdens het seizoen 2021-2022 de ploeg en speelde zo op het derde niveau van het Spaans voetbal.